# Florian Kehrmann
Florian Kehrmann (Neuss, 1977. június 26. –) német válogatott kézilabdázó, a 2007-es világbajnokság győztese. Jelenleg a TBV Lemgo jobbszélsője.
A német válogatottban 1997. április 6-án mutatkozott be Kína ellen Erlangenben. A 2008-as Európa-bajnokságon beválasztották az All-star csapatba, mint az EB legjobb jobbszélsője.
2006. július 7-én feleségül vette barátnőjét, Diana Wöstenfeldet, aki szintén aktív kézilabdázó. 2007. március 25-én megszületett első gyermekük, Len Farell.

## Sikerei

### Válogatottban
- Olimpia: 2. helyezett: 2004
  - 5. helyezett: 2000
- Világbajnokság: győztes: 2007
  - 2. helyezett: 2003
- Európa-bajnokság: győztes 2004
  - 2. helyezett: 2002
  - 4. helyezett: 2008

### Klubcsapatban
- EHF-kupa: győztes: 2006
- Német bajnokság: győztes: 2003
- Német-kupa: győztes 2002
- Az év német kézilabdázója választás győztese: 2003, 2005, 2006